# 巨人の星 (パチスロ)
巨人の星（きょじんのほし）は、アリストクラート（現・クロスアルファ）から発売されたパチスロ機。野球漫画『巨人の星』をテーマとしている。5リールを持つ機種の第1弾として発売され人気となり、この後『巨人の星II』、『巨人の星III』、『巨人の星IV』とシリーズ化された。巨人の星II、巨人の星III、巨人の星IVについても本項で詳述する。

## 巨人の星
Bタイプのストック機で、通常時は中央の3つのリールに加え、両脇にある2つのリールにより予告などの演出が行われる。出場人物は星飛雄馬、一徹、明子の家族と花形満、左門豊作。パネルは「飛雄馬」「明子」「一徹」「花形」に加え、2003年の阪神タイガース優勝記念に特別製作され筐体上部に「阪神タイガースの歌（六甲おろし）」の歌詞が入った「花形優勝Ver.」がある。
ボーナスはゲーム数解除の他にリプレイが4連続することで解除される。リプレイには押し順があり、リプレイが4連続するまでリプレイをナビするのが「特訓モード」である。なお、ボーナス中は押し順ナビが発生し、決められた枚数を獲得することが出来る。

### 特訓モード
通常時にリプレイが3連続するとその時点で特訓抽選が行われる。と同時にリール窓斜め上にナイター照明の絵があり、それが点滅を始める。特訓抽選に当選するとリプレイの押し順をナビゲートする「特訓モード」に入り、リプレイが4連続するまで特訓モードは連続する。この特訓モードは5連続まで連続（＝最大5回のボーナス放出）することがある。なお、リプレイ3連目が一徹による、押し順ナビだった場合、特訓モードの抽選は受けられない。

## 巨人の星II
前作の『巨人の星』に改良を加えて出されたストック機で、タイアップ機である。

### 前作よりの改良点
- 獲得枚数が511枚と増加した。
- 特訓モードの抽選機会が増えた。
- リプレイ2連続後の一徹又は明子によるリプレイの押し順ナビでも特訓モードの抽選が受けられるようになった。
- リプレイの押し順をナビするのが，特訓、通常時の「一徹ナビ」以外にも「明子ナビ」が加わった。
- 前作では出場しなかったオズマが新たに加わった。

## 巨人の星III
「巨人の星」シリーズの第3弾。B-450タイプのストック機。2005年11月発売。

### 前作と変わった部分
- 5リールが3リールになった代わりに液晶画面が搭載されて、演出が多彩になった。
- 特訓モードの低確率状態と高確率状態が作られ、特定役（通常時のリプレイ3連続もしくはチェリー）で抽選されるようになった。
- 特訓モードは10Gか20Gの継続で終了する（=ボーナス確定ではなくなった）代わりに、抽選機会が増えた。なお特訓モードには高確率状態におけるスイカ・ベルの一部を契機として突入する他（スイカは約75％、ベルは約25％の確率で特訓に当選）、低確率状態でもスイカの一部を契機に突入するが、低確率状態では10G継続にしか当選しない（＝20G継続の場合は高確率状態が確定する）。なお高確率状態にはリプレイ3連（条件付）、及びチェリー当選時に抽選される。
- リプレイ4連続の他、特訓モード中に限りリプレイ3連続でも放出の機会があるようになった。
- リプレイの押し順の概念がなくなった（特訓中もナビされない）。
- ビッグ中は左リールの3連7を狙い、リプレイ外しは逆押しで消化する。前作までの最終ゲームまでの保障はなくなった。
- 主な登場人物は前作までの星一家、花形満、左門豊作に加えて今作から伴宙太、橘ルミ、川上哲治も登場する。ただしオズマは非登場となった。

## 巨人の星IV
「巨人の星」シリーズの第4弾。正式名称は「巨人の星IV 青春群像編」、保安通信協会への申請型式名は「巨人の星4 DX」。5号機として復活、液晶に加え「2」以来の5リールとなった。
ストックナビタイプの1セット50ゲームの完走型ARTを搭載。チャンスゾーンの「開眼チャンス」を経て、特殊リプレイ成立でART「特訓モード」に突入。またビッグボーナス中に黒絵柄（青春群像編）を揃えるとARTストックが貯留される。天井が存在し、通常プレイ998ゲーム消化後にボーナス当選まで続く無限RT「超開眼チャンス」に突入する。リプレイ4連続演出は5号機となったこともありボーナスには直結しないが、高確率モードへの期待度がアップする。
登場人物ではオズマが復活。また、新たに日高美奈、京子、牧場春彦が加わった。

## その他
これら機種の登場人物の帽子は実在球団（読売ジャイアンツや阪神タイガースなど）の使用承諾を得ていないため、原作やアニメと異なり巨人なら「G」、阪神なら「T」となっている。

## ゲーム機
- オンラインゲームサイト777town.netにてプレイが可能である（II・III・V）。